# MYO1E
MYO1E‏ (Myosin IE) هوَ بروتين يُشَفر بواسطة جين MYO1E في الإنسان.